# Cerro Amarillo (Hualpén)
El Cerro Amarillo es un pequeño cerro de la comuna de Hualpén, parte del área metropolitana del Gran Concepción, en la Provincia de Concepción, Chile. Posee una altura de unos 30 metros.
El cerro se ubica casi en el centro de la comuna, entre las calles Finlandia, Alemania y Bulgaria, siendo rodeado por la 4.ª Comisaría de Carabineros, la 10.ª Compañía de Bomberos y el Consultorio de Salud de la comuna.

## Historia

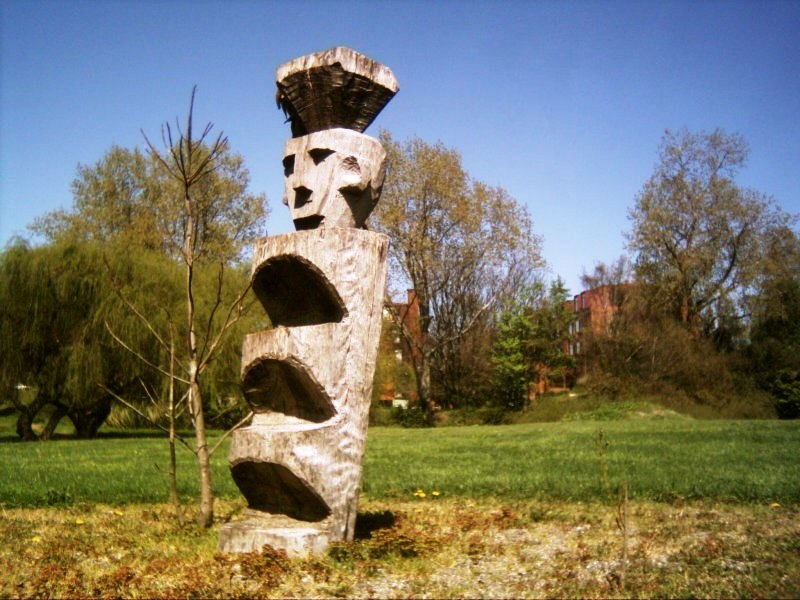
En el Cerro Amarillo se encuentra un rehue, un tótem u objeto sagrado para la cultura mapuche, como el de esta figura pero con más niveles.

Antiguamente el Cerro Amarillo era utilizado por los mapuches como uno de sus centros de actividades y ceremonias del sector.
A partir de 1999 el cerro comenzó a ser reformado para convertirse en un parque, inaugurándose el año 2000 bajo el nombre de Parque Cerro Amarillo. Dicho parque cuenta actualmente con diversos senderos, miradores, áreas verdes, escaños, iluminaria, juegos infantiles y una multicancha al lado opuesto de la entrada principal. El parque está cercado por completo, y su acceso es gratuito abriéndose diariamente desde temprano para visitarlo.
En uno de sus accesos se instaló un rehue de siete niveles, un altar sagrado del pueblo mapuche.
Más tarde, la asociación mapuche Nehuen Tuain Pu Peñi se adjudicó un proyecto postulado al Consejo Nacional de la Cultura y las Artes para construir una ruca en su cima.